# Passo Lolo (Idaho-Montana)
O Passo Lolo (em inglês:  Lolo Pass) é um passo de montanha das Montanhas Rochosas na fronteira entre Idaho e Montana, a cerca de 64 km a oeste-sudoeste de Missoula. Lolo Hot Springs fica a 11 km a leste deste passo, em Montana.
O passo é o ponto mais alto do histórico Lolo Trail, entre o Bitterroot Valley em Montana e a Weippe Prairie no Idaho.  O percurso foi usado pelos índios Nez Perce no século XVIII e pela expedição de Lewis e Clark, guiada por Old Toby da tribo Shoshone, no seu caminho para oeste em setembro de 1805. Após ter passado o inverno em Fort Clatsop no atual Oregon, o Corps of Discovery regressou no mês de junho seguinte. A Trilha Lolo foi designada, em 15 de outubro de 1966, uma estrutura do Registro Nacional de Lugares Históricos bem como, em 9 de outubro de 1960, um Marco Histórico Nacional.
O passo foi usado em 1877 durante a Guerra de Nez Perce quando alguns dos Nez Perce sob o comando do Chefe Joseph tentaram fugir do exército dos Estados Unidos. Logo depois de cruzarem o passo os dois lados enfrentaram-se na Batalha de Big Hole.
A US Highway 12, completada em finais da década de 1960, cruza o passo.

## Galeria de imagens

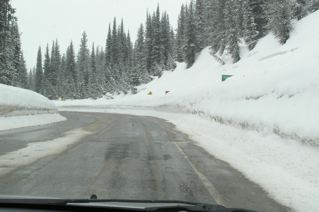
Lolo pass, no lado de Montana, perto do topo, vista para oeste.